# Ladón

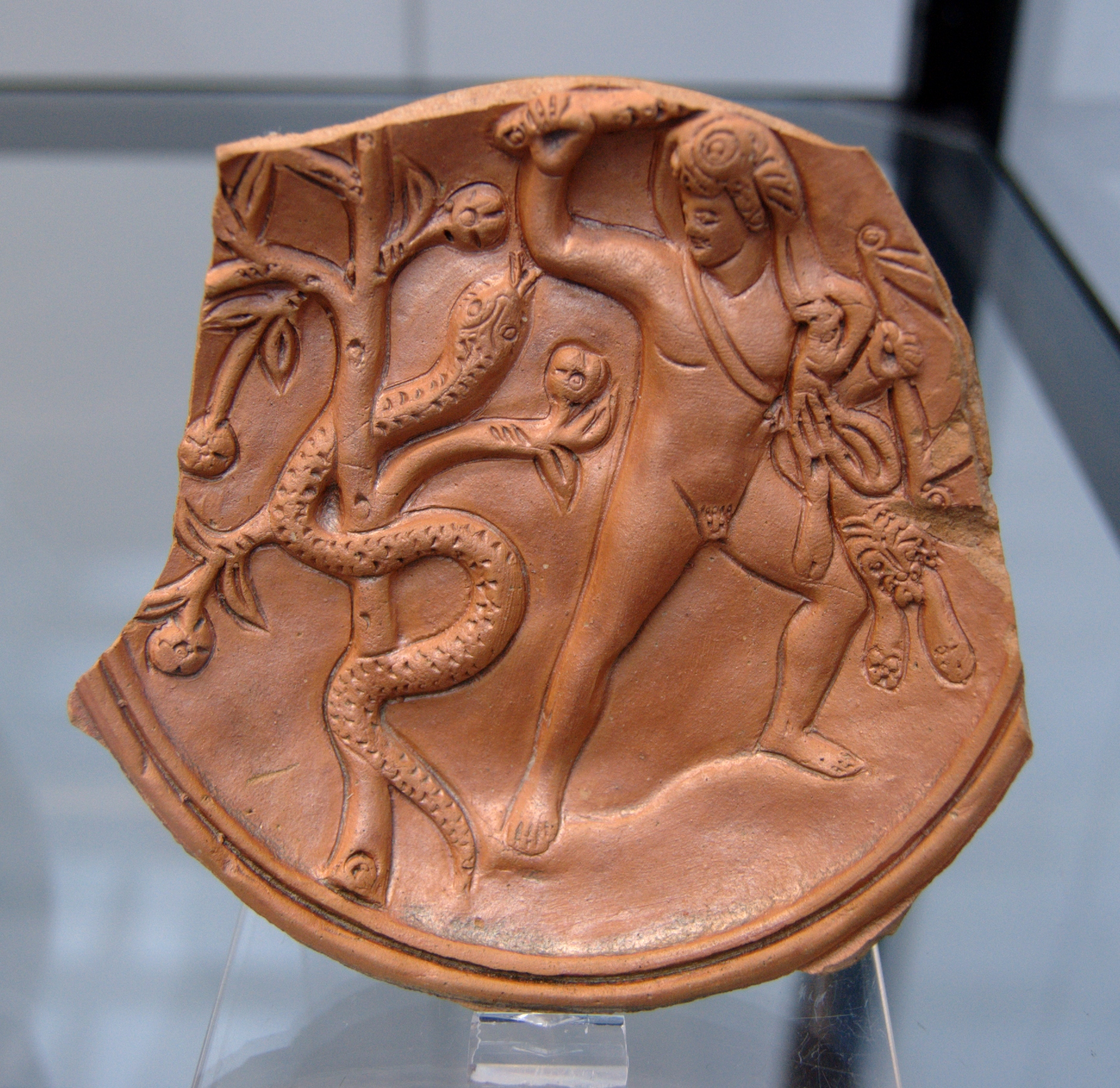
Heracles y Ladón. Terracota romana.

En la mitología griega, Ladón (en griego Λάδων, Ladôn) era un dragón (δράκων, drákon, «serpiente») divino y terrible que, junto con las ninfas Hespérides, era el encargado de custodiar el jardín de las Hespérides, por lo que también era conocido como el dragón de las Hespérides (en latín Draco Hesperidum). Heracles le dio muerte en uno de sus doce trabajos. La serpiente a menudo aparece descrita e ilustrada enroscada en el manzano de los frutos dorados. Poseía un tamaño descomunal. Filóstrato es el único autor  que se refiere a él como dos serpientes que custodiaban las manzanas y no solo una.
En cuanto a su abolengo, era hijo de Forcis y Ceto, o bien de Tifón y Equidna. En un escolio se lo cita solamente como hijo de Tifón y en la misma fuente se dice que un tal Pisandro lo imaginaba como «nacido de la tierra». En otra fuente es considerado como hermano del león de Nemea.

La inmensa mayoría de las fuentes simplemente lo mencionan como una serpiente divina y prodigiosa, pero nunca le dan un nombre propio:
«Ceto, en contacto amoroso con Forcis, alumbró por último un terrible reptil que en sombrías grutas de la tierra, allá en los extremos confines, guarda manzanas completamente de oro».
Tan solo unas escasas fuentes lo denominan con el nombre de Ladón:
«Llegaron a un lugar sagrado en que Ladón, el infernal dragón, todavía la víspera guardaba las doradas manzanas en la región de Atlante; y en derredor las ninfas Hespérides se afanaban con amables cánticos».
Apolodoro ya nos habla de su portentosa naturaleza:
«Estas manzanas no estaban en Libia, como han dicho algunos, sino en el Atlas, entre los Hiperbóreos. Gea se las había regalado a Zeus cuando se desposó con Hera. Las guardaba un dragón inmortal, hijo de Tifón y Equidna, que tenía cien cabezas y emitía muchas y diversas voces».
Las Hespérides, lanzando agudos gemidos, contemplaron a Heracles apoyado en el manzano. Solo el extremo de la cola de la serpiente se movía aún, pero desde la cabeza hasta el final de su negro espinazo yacía inerte. Heracles la había matado con sus flechas impregnadas con el veneno de la Hidra de Lerna. En otra versión de la historia, Heracles engaña a Atlas para que robe las manzanas por él y Ladón no es asesinado. Hera lo envió a custodiar su huerto de manzanas de oro, ya que no confiaba en las Hespérides, hijas de Atlas. Tras su muerte, y para agradecer sus leales servicios, Hera ascendió sus restos al cielo, lugar donde desde entonces forma el catasterismo del Dragón.
Diodoro Sículo narra un relato impregnado de racionalización. Dice que respecto a estas manzanas, los mitógrafos están en desacuerdo; algunos dicen que en ciertos jardines de las Hespérides, en Libia, había unas manzanas de oro continuamente guardadas por un dragón muy temible, mientras que otros afirman que las Hespérides tenían unos rebaños de ovejas de extraordinaria belleza, que, debido a tal belleza, fueron denominados, poéticamente, «manzanas de oro. Algunos, sin embargo, sostienen que el hecho de tener las ovejas un color peculiar, semejante al oro, fue la razón por la que se les dio aquella denominación, y añaden que Dracón era el nombre del pastor que estaba al cuidado de los rebaños, que se distinguía por su fuerza física y su coraje, y vigilaba las ovejas y mataba a quienes se atrevían a robarlas. En todo caso, Heracles acabó con el guardián de las manzanas y, después de llevarlas a Euristeo y llegar de este modo al término de sus trabajos, esperaba obtener el don de la inmortalidad, tal como le había profetizado Apolo.